# Cuando calienta el Sol
Cuando calienta el Sol es un concurs de televisió produït per Europroducciones per TVE, emès el 1995. És el predecessor d'El Grand Prix del verano. Va ser presentat per Ramón García, Jennifer Rope, Betty Liu i Virginia Chávarri.

## Proves
A tots els episodis del programa, la primera prova sempre es dedcia als oficis i les professions i després venen les següents proves variades:
- Vamos a la playa
- El Apuntador
- La patata caliente
- El kiosko
- Que gane el mejor
- Quien tiene un amigo
- El jardín colgante
- Perecusión acuática
- El sol puede ser peligroso

## Pobles Participants
Al llarg del seu temporadaa, els pobles que han passat per Cuando calienta el Sol són, per ordre de participació, enfrontament i resultat:
| Programa | Equips participants Rojo - Blau - Verd - Groc | Resultat               |
| 1        | Ezcaray (La Rioja) - Cortes d'Arenós (Castelló) - Setenil (Cadis) -Alpedrete (Madrid) - Jacqueline de la Vega - Paco Arango - Laura Valenzuela - Manuel Díaz  | Guanya Cortes d'Arenós |
| 2        | - Rossy de Palma - Ana García Obregón - Platón - Raúl Sénder                                                                                                  |                        |
| 3        | Uncastillo (Saragossa) - Villar de Cañas (Conca) - Haría (Lanzarote) - Fuentelapeña (Zamora) - Norma Duval – Coral Bistuer – Marianico El Corto – Los del Río | Guanya Haría           |
| 4        | Penagos (Cantàbria) - Alonsotegi (Biscaia) - Los Alcázares (Múrcia) - Chinchón (Madrid) - Paco Fernández Ochoa - Azuquita - Cristina Sánchez - Terelu Campos  | Guanya Penagos         |
| 5        | Luque (Còrdova) - Monreal del Campo (Teruel) - Pazos de Borbén (Pontevedra) - Orpesa (Castelló)                                                               | Guanya Oropesa del Mar |
| 6        | |                        |
| 7        | - Paco Clavel – David Santiesteban – Eva Cobo – Paloma Lago                                                                                                   |                        |

## Semifinals
| Equips | Resultat |
| Cortes d'Arenós (Castelló) - Castejón (Navarra) - Haría (Lanzarote) - Penagos (Cantàbria) - Teresa Viejo – Loles León - Francisco - Raúl Sénder |          |
| Benahavís (Màlaga) - Cudillero (Astúries) - Vitorino Martín – Beatriz Carvajal – Andoni Ferreño – Anabel Alonso                                 |          |

## Gran Final
| Equips | Resultat         |
| Benahavís (Màlaga) - Haría (Lanzarote) - Penagos (Cantàbria) - Cudillero (Astúries) - Remedios Cervantes – Ramoncín – Marta Sánchez – José Antonio Campuzano | Guanya Cudillero |